# Мура (приток Сали)
Мура — река в Удмуртии, правый приток Сали (бассейн Камы). Протекает по Игринскому району. Длина реки составляет 20 км.
Исток расположен на Красногорской возвышенности в 2,5 км к западу от деревни Сектыр и в 22 км к юго-западу от райцентра, посёлка Игра. Всё течение проходит по лесному массиву, в среднем течении протекает выселок Пионерский. Генеральное направление течения — северо-восток. Впадает в Салю в 5 км к северо-западу от посёлка Игра.

## Данные водного реестра
По данным государственного водного реестра России относится к Камскому бассейновому округу, водохозяйственный участок реки — Чепца от истока до устья, речной подбассейн реки Вятка. Речной бассейн реки — Кама.
Код объекта в государственном водном реестре — 10010300112111100032714.